# إيفاندورو
إيفاندورو هو لاعب كرة قدم برازيلي في مركز الوسط، ولد في 13 يناير 1993 في ساو باولو في البرازيل. لعب مع نادي غواراني.

## وصلات خارجية
- إيفاندورو على موقع قاعدة بيانات كرة القدم.إي يو (الإنجليزية)
- إيفاندورو على موقع Soccerway.com (الإنجليزية)